# Kustlandspartiet
Kustlandspartiet (KUST eller KLP) är ett mittenorienterat lokalt politiskt parti i Oskarshamns kommun.

## Historik
Partiet bildades inför valet 2022 då flera politiker gick ur Liberalerna och avsade sig sina politiska uppdrag. Partiet har en företagarvänlig inställning. Partiet fokuserar på pragmatiska sakfrågor och strävar efter att utveckla kommunen och regionen genom att erkänna både styrkor och svagheter. Kustlandspartiet betonar vikten av samarbete och att använda etablerade lösningar från andra kommuner. Partiet vill effektivisera användningen av skattepengar och prioritera färre, men slutförda projekt. Målet är att göra kommunen och regionen mer attraktiv att besöka, arbeta, studera och leva i.
Kustlandspartiet hade registrerat sitt deltagande till valet 2022 till regionfullmäktige i Kalmar län, kommunfullmäktige i Oskarshamns kommun och kommunfullmäktige i Högsby kommun. Partiet kom in i Oskarshamns kommunfullmäktige där dem fick 4,45 % och två mandat. I Högsby fick partiet 0,29 % och i regionfullmäktige 0,24 %.

## Valresultat

### Högsby kommunfullmäktige
| År   | Röster | %    | Mandat  |
| ---- | ------ | ---- | ------- |
| 2022 | 10     | 0,29 | 0 av 31 |

### Oskarshamns kommunfullmäktige
| År   | Röster | %    | Mandat  |
| ---- | ------ | ---- | ------- |
| 2022 | 788    | 4,45 | 2 av 49 |

### Regionfullmäktige i Kalmar län
| År   | Röster | %    | Mandat  |
| ---- | ------ | ---- | ------- |
| 2022 | 388    | 0,24 | 2 av 49 |